# مسجد الرحيم
مسجد الرحيم هو المسجد الوحيد في منطقة مرسى دبي في مدينة دبي الإماراتية. تم افتتاحه منذ أكتوبر 2013.

## التاريخ
تم بناء المسجد بناء على طلب الشيخ منصور بن زايد آل نهيان، نائب رئيس مجلس الوزراء لدولة الإمارات العربية المتحدة. استغرق بنائه ما بين ثلاث وأربع سنوات. والمسجد مفتوح للجمهور منذ أكتوبر 2013.

## الهندسة المعمارية
يلبي مسجد الرحيم المعايير الأساسية للعمارة الإسلامية. وهو يشتمل على مئذنة، وبرج عالٍ يؤذن منه الإمام للصلاة. يتوج المسجد بقبة واحدة تمثل العمارة الإسلامية. كما يتضمن زيادة، أي فناء محاط بجدار مزدوج. واجهة المسجد التي تحولت إلى المرسى يحدها شلال. في المساء، تضيء الغرفة باللونين الأبيض والأزرق. يتكون المسجد من مكبرين: السماعة الأولى تتكون أساسًا من غرفة الصلاة المخصصة للرجال الذين يواجه مدخلهم الفناء. يوجد على أرضية نفس المبنى أصغر غرفة صلاة مخصصة للنساء حيث يكون مدخلها موجهًا للخارج. أرضيتهم، بعيدة ومن خلال الزجاج المطلي بطبقة فضية غير شفافة، يمكن للنساء مراقبة غرفة الصلاة للرجال في الأسفل. للنساء غرفتهن الخاصة بالوضوء مع مقاعد «عالية التقنية» مع أجهزة كشف الحركة. تضم العلبة الثانية ثلاث غرف منفصلة. الجزء الذي يواجه الفناء يضم قاعة الوضوء الكبرى للرجال قبل الصلاة. يضم الجانب المواجه للخارج (كملحق مخفي جزئيًا) مدرسة قرآنية ومكتبة مخصصة للدراسات الإسلامية، وكلاهما نيابة عن الشيخ منصور بن زايد آل نهيان.
وبحسب مساعد الإمام، يمكن أن يستوعب المسجد ما يصل إلى 2000 شخص. يزدحم بشكل خاص يوم الجمعة بين الساعة 11 صباحًا و 13 صباحًا (أثناء صلاة الظهر (الجمعة) والتي تقام عادة حوالي الساعة 12:30 مساءً) وخلال الأعياد الإسلامية الخاصة مثل عيد الأضحى وعيد الفطر. إن مسجد الرحيم ليس مكانًا سياحيًا حقًا (باستثناء أنه غالبًا ما يتم تصويره من الخارج) ويظل بشكل أساسي مكانًا للصلاة.